# Последний переулок
После́дний переу́лок (до 1922 года — Мясно́й переу́лок) — улица в центре Москвы между Трубной улицей и Сретенкой. Расположен в Мещанском районе города.

## Происхождение названия
Бывший Мясной переулок (по располагавшимся здесь мясным лавкам). Переименован 7 июня 1922 года, когда было восстановлено название, существовавшее в XVIII веке, когда переулок был последним от центра города по нечётной стороне Сретенки.

## История
В доме № 28 на углу со Сретенкой на втором этаже в начале 1860-х годах жил Н. Г. Рубинштейн. Часть квартиры он безвозмездно предоставил классам Русского музыкального общества, из которых потом выпестовал Московскую консерваторию.
Незначительный внешне дом (№ 10) связан с пребыванием в нём артиста и выдающегося режиссёра В. Э. Мейерхольда. Из интересных зданий: краснокирпичный дом (№ 8) с белой отделкой (1912, архитектор М. Д. Холмогоров). Такие фасады привлекали строителей своей дешевизной — отпадала необходимость в штукатурке — и сравнительной долговечностью.

## Описание
Последний переулок начинается от Трубной улицы и проходит на восток параллельно Большому Сухаревскому переулку слева и Большому Головину переулку справа. Выходит на Сретенку примерно напротив Селиверстова переулка.

## Здания и сооружения
По нечётной стороне:
- № 3 (во дворе) — Доходный дом (ок. 1890, архитектор В. Ф. Баранов)
- № 5 — построен по проекту архитектора А. З. Захарова в 1899—1901 годах (реконструирован в 1995 году). В доме жила балерина Софья Головкина[2].
- № 11, строение 1 — «Синко-Банк» (архитектор А. Р. Воронцов)
- № 13 — пятиэтажный доходный дом (1898—1899, архитектор Матаев, реконструирован в 1994)
- № 21 — доходный дом (1899, архитектор О. О. Шишковский)[3]
- № 25, строение 2 — Центрального адм. округа Мещанский Сретенка РЭУ;

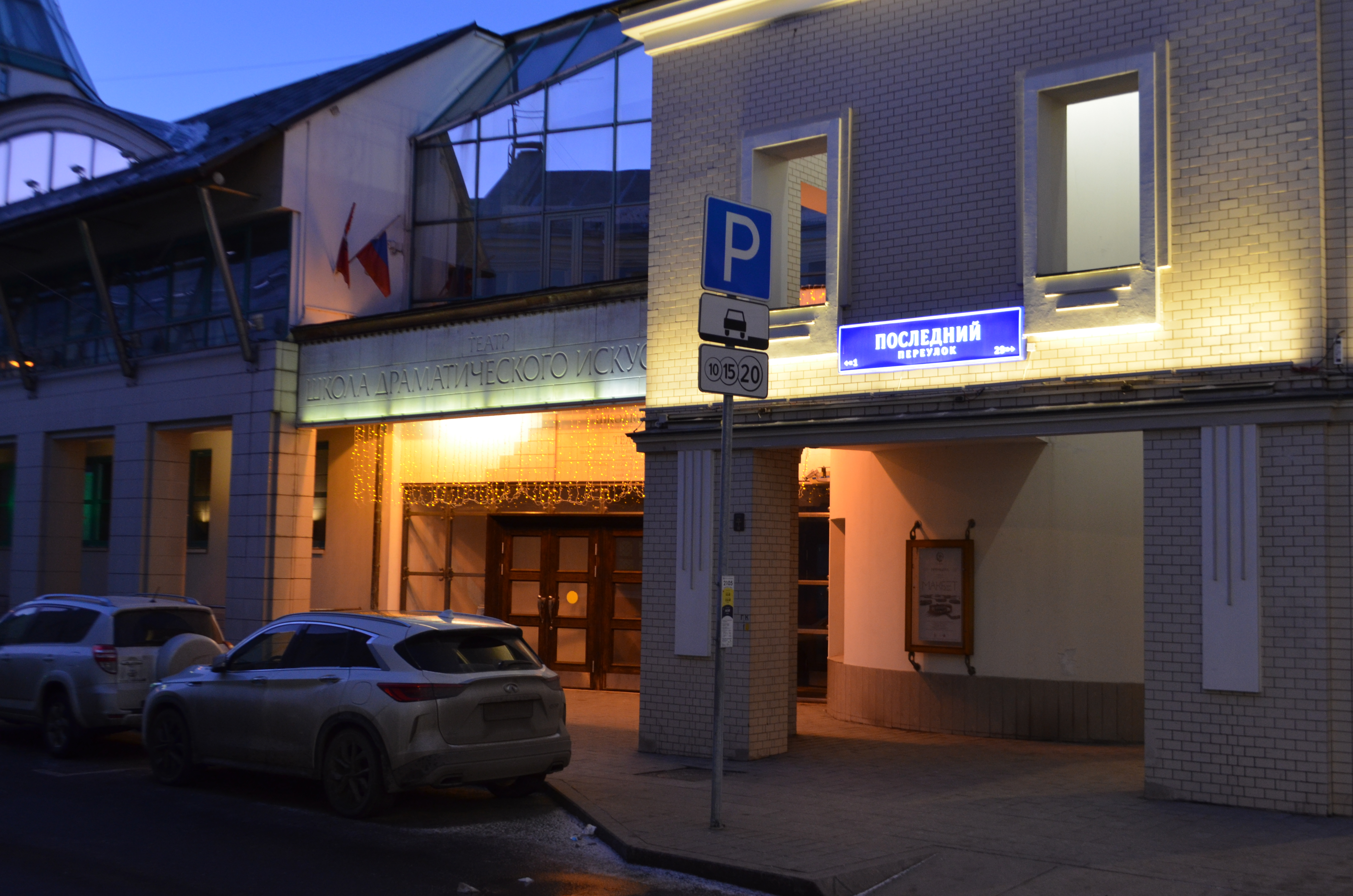
Театр «Школа драматического искусства» в январе 2020 года

- № 27/19 — На этом месте вплоть до 31 декабря 1997 года находилось здание, в котором был открыт один из самых старых (с 1914 года) кинотеатров Москвы — «Уран». В конце 1941 года в нём проходил премьерный показ документального фильма «Разгром немецко-фашистских войск под Москвой». Кинотеатр просуществовал в этом доме до конца 1960-х, потом здесь была открыта мастерская ритуальных услуг ЦК КПСС, где вырубали надгробия из гранита. В ходе масштабной реконструкции Сретенки кинотеатр, переданный Театру-школе драматического искусства Анатолия Васильева, был снесен по постановлению Правительства Москвы в 1997 году, хотя и считался «вновь выявленным» памятником истории и культуры, снос которого запрещается законом. Здание театра «Школа драматического искусства» построено по проекту Анатолия Васильева, Игоря Попова (Школа драматического искусства) и архитекторов Моспроект-2 Бориса Тхора и Сергея Гусарева в 2001 году[4].

По чётной стороне:
- № 2/20 — Доходный дом (1879, архитектор И. Г. Гусев)
- № 6 — Доходный дом (1912, архитектор К. А. Михайлов), позднее надстроен
- № 8 — Доходный дом (1912, архитектор М. Д. Холмогоров)
- № 10 — Доходный дом (1892 г., арх. В. И. Дурнов, 1913 г., арх. И. Д. Струков).[5] Летом 1917 г. в квартире 5 этого дома у своей сестры некоторое время жил артист и выдающийся режиссёр В. Э. Мейерхольд.[6] Ценный градоформирующий объект.
- № 12 — Доходный дом В. А. Березина (1910-е; архитектор В. П. Десятов)[7][8]
- № 20 — Здесь в 1930-х годах жил композитор Владимир Терлецкий[9].
- № 22 — Доходный дом (1886, архитектор М. Г. Пиотрович).
- № 24 — Доходный дом (1887, архитектор М. Г. Пиотрович). В 1920-х годах существовал китайский опиумный и игорный притон[10].
- № 26 — Доходный дом Ольги Рудольфовны Фальк (1912, архитектор К. А. Михайлов). Здесь жил архитектор И. В. Рыльский[11]. В 2000-х годах здесь находился банк Центринвест. В 2010—2011 годах подвергся полной реконструкции с утратой всех конструктивных элементов. Частично сохранена фасадная стена по Последнему переулку.
- № 28/17/27а— Городская купеческая усадьба (Кирьяковых) (конец XVIII — 1-я половина XIX века), объект культурного наследия регионального значения[12]. В начале 1860-х годов в доме жил композитор Н. Г. Рубинштейн; в здании проходили занятия музыкальных классов, послуживших основой Московской консерватории. В доме также жил скульптор С. М. Волнухин — автор памятника первопечатнику Ивану Фёдорову[12]. В настоящее время здание занимает Мещанское отделение Сбербанка России[13].

## Переулок в произведениях литературы и искусства
- Здесь разворачиваются главные события одноименного романа Лазаря Карелина
- Посвящено одноименное стихотворение Владимира Дагурова
- В стихотворении без названия Риммы Казаковой говорится о Последнем переулке:

Но Переулок зовётся Последний

Как закон совпадений жесток!

Переулок — невольный посредник

между тем, что — исток и итог.